# Soproni járás
A Soproni járás Győr-Moson-Sopron vármegyéhez tartozó járás Magyarországon, amely 2013-ban jött létre. Székhelye Sopron. Területe 867,75 km², népessége 100 155 fő, népsűrűsége 115 fő/km² volt a 2012. évi adatok szerint. Három város (Sopron, Fertőd és Fertőszentmiklós) és 35 község tartozik hozzá.
A Soproni járás a járások 1983-as megszüntetése előtt is mindvégig létezett, és székhelye az állandó járási székhelyek kijelölése (1886) óta végig Sopron volt. Az 1950-es megyerendezés előtt Sopron vármegyéhez tartozott.

## Települései
| Település        | Rang (2013. július 15.) | Kistérség (2013. január 1.) | Népesség (2012. január 1.) | Terület (km²) |
| ---------------- | ----------------------- | --------------------------- | -------------------------- | ------------- |
| Sopron           | megyei jogú város       | Sopron-Fertődi              | 61 390                     | 169,01        |
| Fertőd           | város                   | Sopron-Fertődi              | 3 461                      | 48,56         |
| Fertőszentmiklós | város                   | Sopron-Fertődi              | 3 891                      | 39,39         |
| Nagycenk         | nagyközség              | Sopron-Fertődi              | 1 957                      | 19,45         |
| Ágfalva          | község                  | Sopron-Fertődi              | 2 178                      | 13,08         |
| Csáfordjánosfa   | község                  | Sopron-Fertődi              | 209                        | 5,28          |
| Csapod           | község                  | Sopron-Fertődi              | 523                        | 29,18         |
| Csér             | község                  | Sopron-Fertődi              | 33                         | 2,94          |
| Ebergőc          | község                  | Sopron-Fertődi              | 157                        | 5,02          |
| Egyházasfalu     | község                  | Sopron-Fertődi              | 838                        | 21,64         |
| Fertőboz         | község                  | Sopron-Fertődi              | 258                        | 13,63         |
| Fertőendréd      | község                  | Sopron-Fertődi              | 589                        | 15,09         |
| Fertőhomok       | község                  | Sopron-Fertődi              | 638                        | 12,61         |
| Fertőrákos       | község                  | Sopron-Fertődi              | 2 144                      | 21,91         |
| Fertőszéplak     | község                  | Sopron-Fertődi              | 1 318                      | 21,78         |
| Gyalóka          | község                  | Sopron-Fertődi              | 63                         | 3,93          |
| Harka            | község                  | Sopron-Fertődi              | 1 919                      | 11            |
| Hegykő           | község                  | Sopron-Fertődi              | 1 405                      | 26,84         |
| Hidegség         | község                  | Sopron-Fertődi              | 383                        | 16,9          |
| Iván             | község                  | Sopron-Fertődi              | 1 269                      | 54,74         |
| Kópháza          | község                  | Sopron-Fertődi              | 2 096                      | 8,72          |
| Lövő             | község                  | Sopron-Fertődi              | 1 443                      | 17,47         |
| Nagylózs         | község                  | Sopron-Fertődi              | 1 041                      | 19,25         |
| Nemeskér         | község                  | Sopron-Fertődi              | 213                        | 6,42          |
| Pereszteg        | község                  | Sopron-Fertődi              | 1 405                      | 22,5          |
| Petőháza         | község                  | Sopron-Fertődi              | 1 058                      | 2,64          |
| Pinnye           | község                  | Sopron-Fertődi              | 321                        | 8,64          |
| Pusztacsalád     | község                  | Sopron-Fertődi              | 246                        | 24,06         |
| Répcevis         | község                  | Sopron-Fertődi              | 334                        | 6,09          |
| Röjtökmuzsaj     | község                  | Sopron-Fertődi              | 445                        | 15,86         |
| Sarród           | község                  | Sopron-Fertődi              | 1 175                      | 40,07         |
| Sopronhorpács    | község                  | Sopron-Fertődi              | 824                        | 20,69         |
| Sopronkövesd     | község                  | Sopron-Fertődi              | 1 188                      | 26,8          |
| Szakony          | község                  | Sopron-Fertődi              | 400                        | 13,5          |
| Újkér            | község                  | Sopron-Fertődi              | 977                        | 32,38         |
| Und              | község                  | Sopron-Fertődi              | 315                        | 6,79          |
| Völcsej          | község                  | Sopron-Fertődi              | 387                        | 9,32          |
| Zsira            | község                  | Sopron-Fertődi              | 782                        | 14,68         |

## Története
A Trianoni békeszerződés előtt a népessége az 1910-es népszámlálás szerint 44 606 fő Sopron nélkül. A következő települések tartoztak hozzá (Sopron törvényhatósági jogú város volt, így sem a vármegyéhez, sem a járáshoz nem tartozott).
- Ágfalva
- Alsópéterfa
- Balf
- Csóronfalva
- Doborján
- Felsőpéterfa
- Fertőboz
- Fertőhomok
- Fertőmeggyes
- Fertőrákos
- Haracsony
- Harka
- Hasfalva
- Hegykő
- Hidegség
- Kabold
- Kelénpatak
- Kópháza
- Küllő
- Lakfalva
- Lakompak
- Lépesfalva
- Lók
- Mészverem
- Nagycenk
- Nagylózs
- Pereszteg
- Pinnye
- Récény
- Somfalva
- Sopronbánfalva
- Sopronkeresztúr
- Sopronkertes
- Sopronkövesd
- Sopronnyék
- Sopronszécseny
- Veperd

A Trianoni békeszerződés súlyosan megcsonkította a járást, nyugati részét Ausztriának ítélték. Sopron városa mellett sok kisebb település is Ausztria fennhatósága alá került. Az 1921. december 14.-16-a között rendezett népszavazáson Sopron és környéke utólag választhatott, hogy melyik államhoz kíván tartozni. A kérdéses területen a leadott szavazatokat egyben számolták össze, nem településenként külön-külön. A falvak végeredménye vegyes volt, a többségük osztrák fennhatóság alatt maradt volna. Az újbóli Magyarországhoz való tartozást a Sopronban Magyarországra leadott szavazatok magas aránya döntötte el. Sopron ezért megkapta a Leghűségesebb Város címet. Az 1950-es megyerendezéskor az akkor megszüntetett Csepregi járás északi részével gyarapodott a járás.